# Terminal tonta

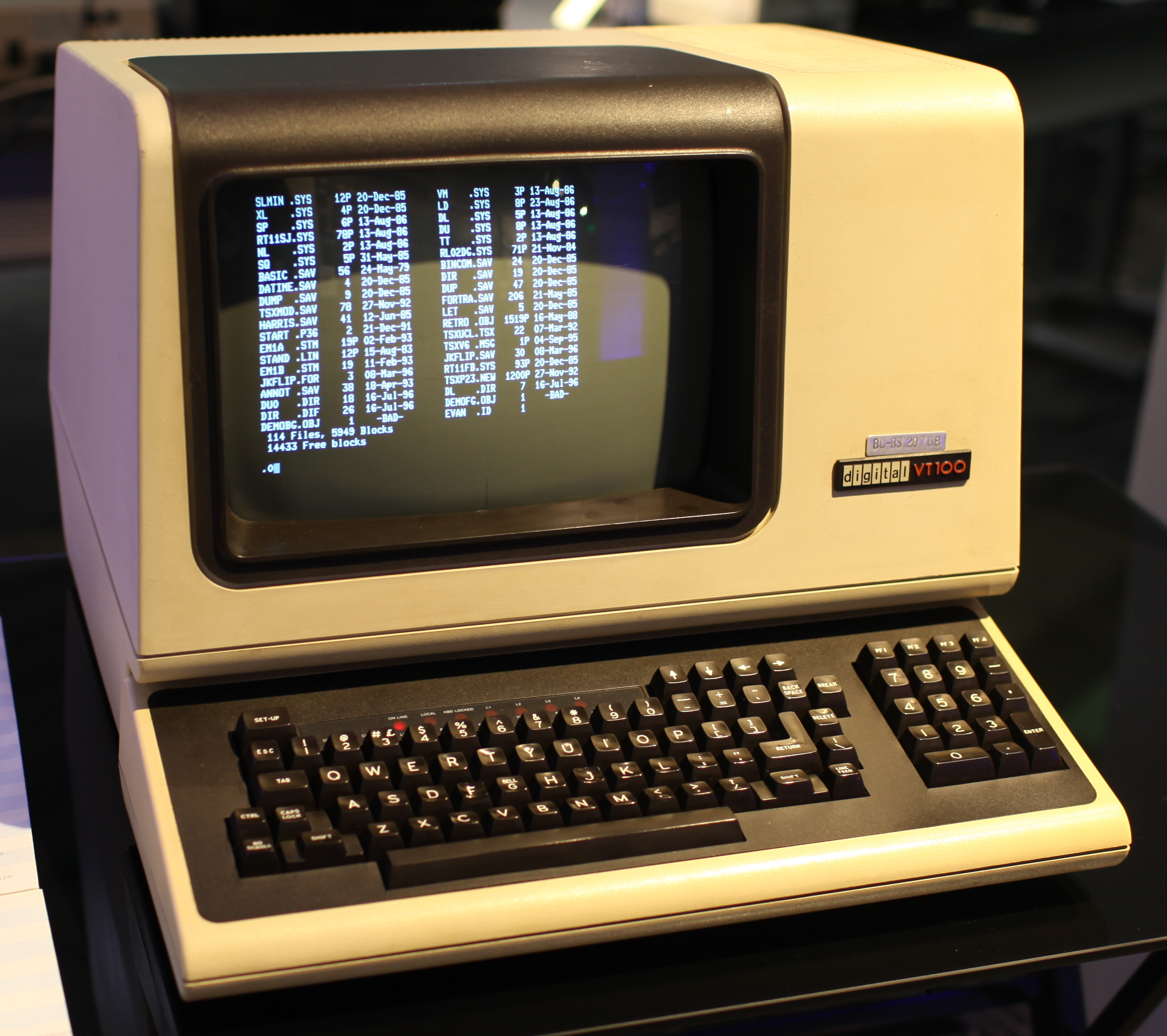
Una terminal DEC VT100, de fines de la década de 1970.

Una terminal tonta, terminal boba o terminal gregaria es un tipo de terminal que consiste en un teclado y una pantalla de salida que puede ser usada para dar entrada y transmitir datos o desplegarlos desde una computadora remota a la cual se está conectado. Una terminal tonta, en contraste con una terminal inteligente o una computadora personal, no tiene capacidad de procesamiento ni capacidad de almacenamiento y no puede funcionar como un dispositivo separado o solo. Este sistema se suele implantar en MiniPCs de bibliotecas, institutos y lugares públicos. Este método también se suele usar para centros especializados en educación vía web. Para llevar a cabo este sistema, existe un programa llamado DRBL, de fácil instalación y configuración que consiste en abrir una terminal gráfica en "segundo plano" cuando un ordenador usa la función Arranque de red y la dirección MAC se halla en la lista de "PCs Permitidos" o "Trusted Computers".